# Bundesform

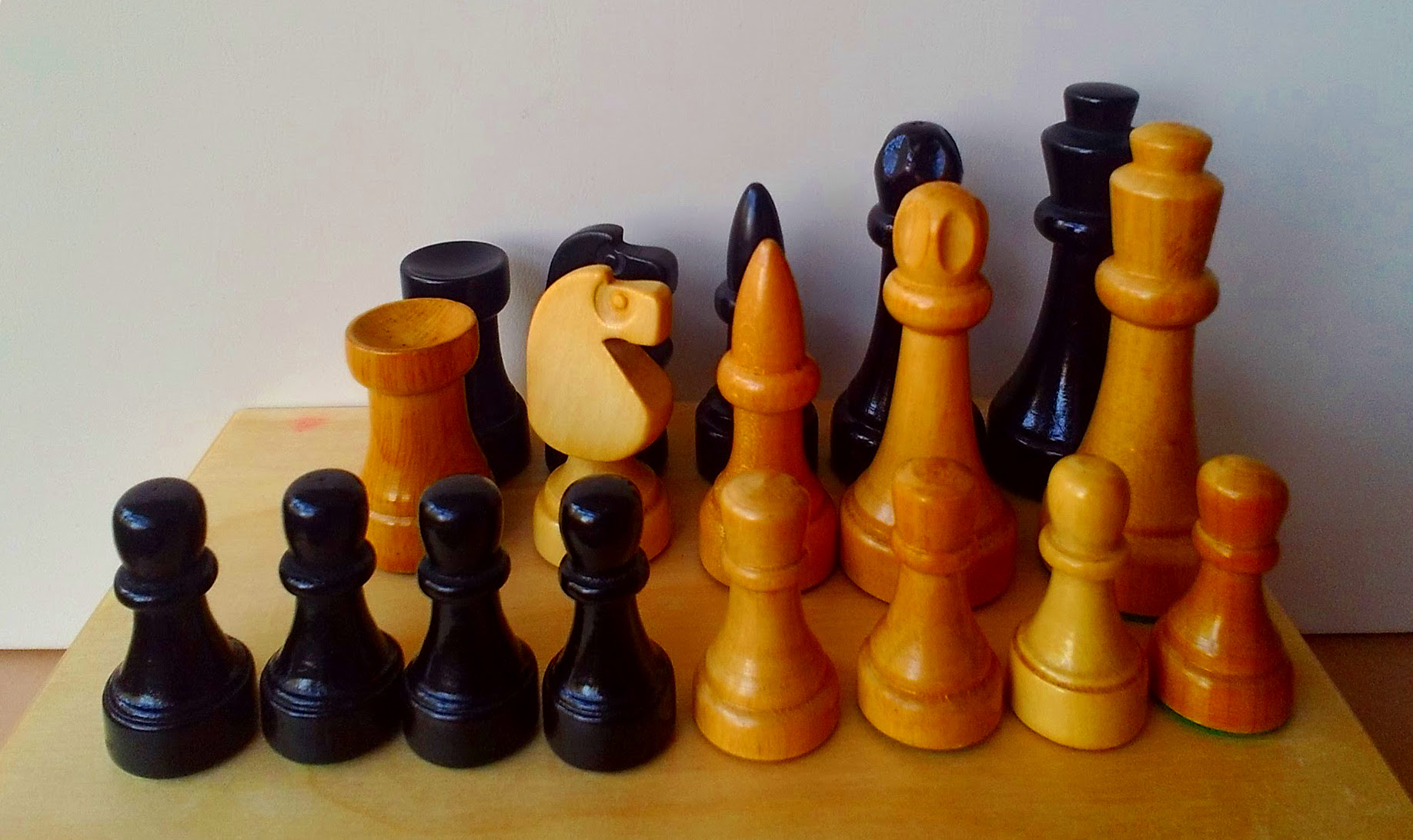
Bundesform-Figuren

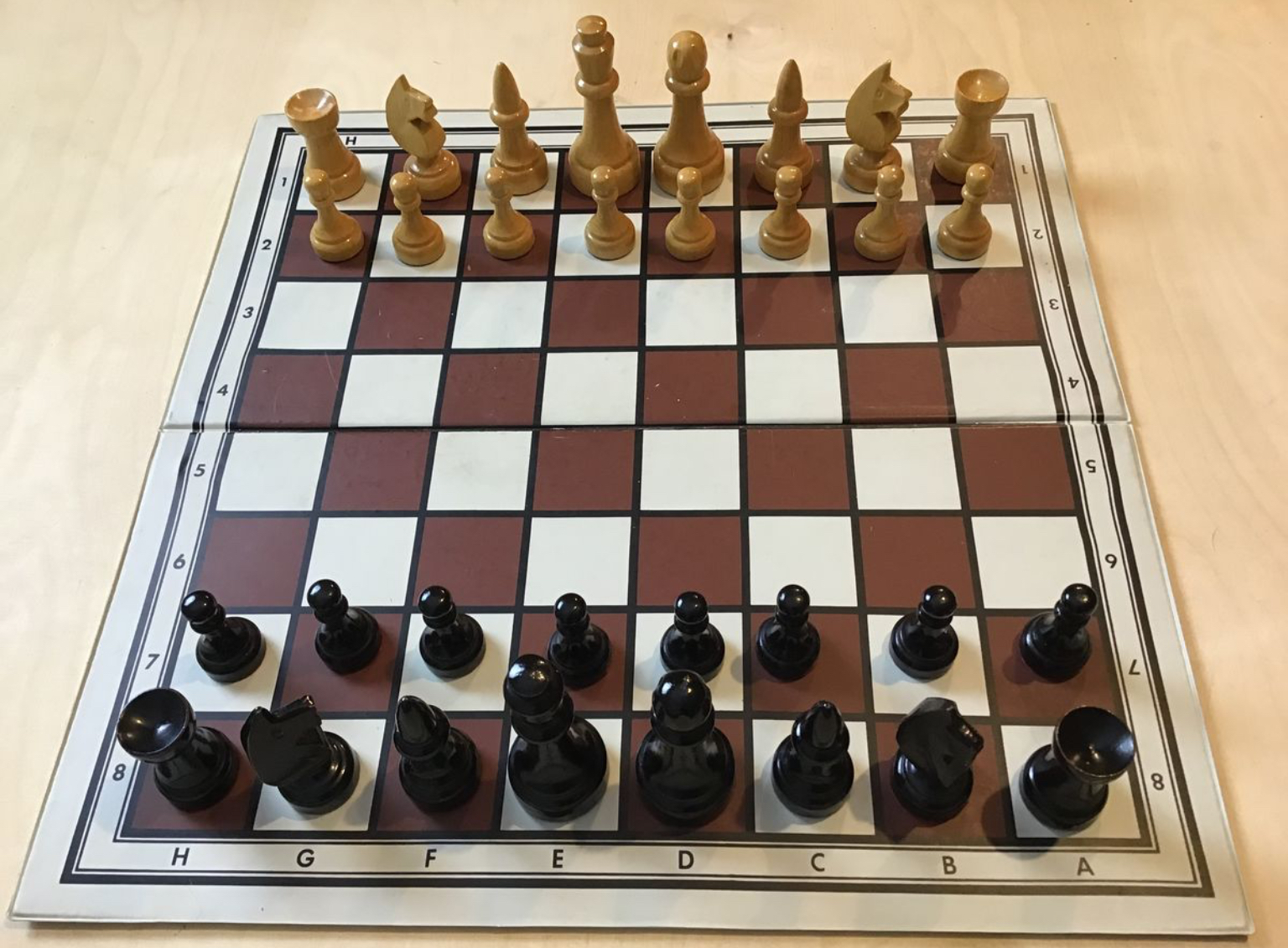
Schachbrett mit Bundesform-Figuren in der Grundstellung

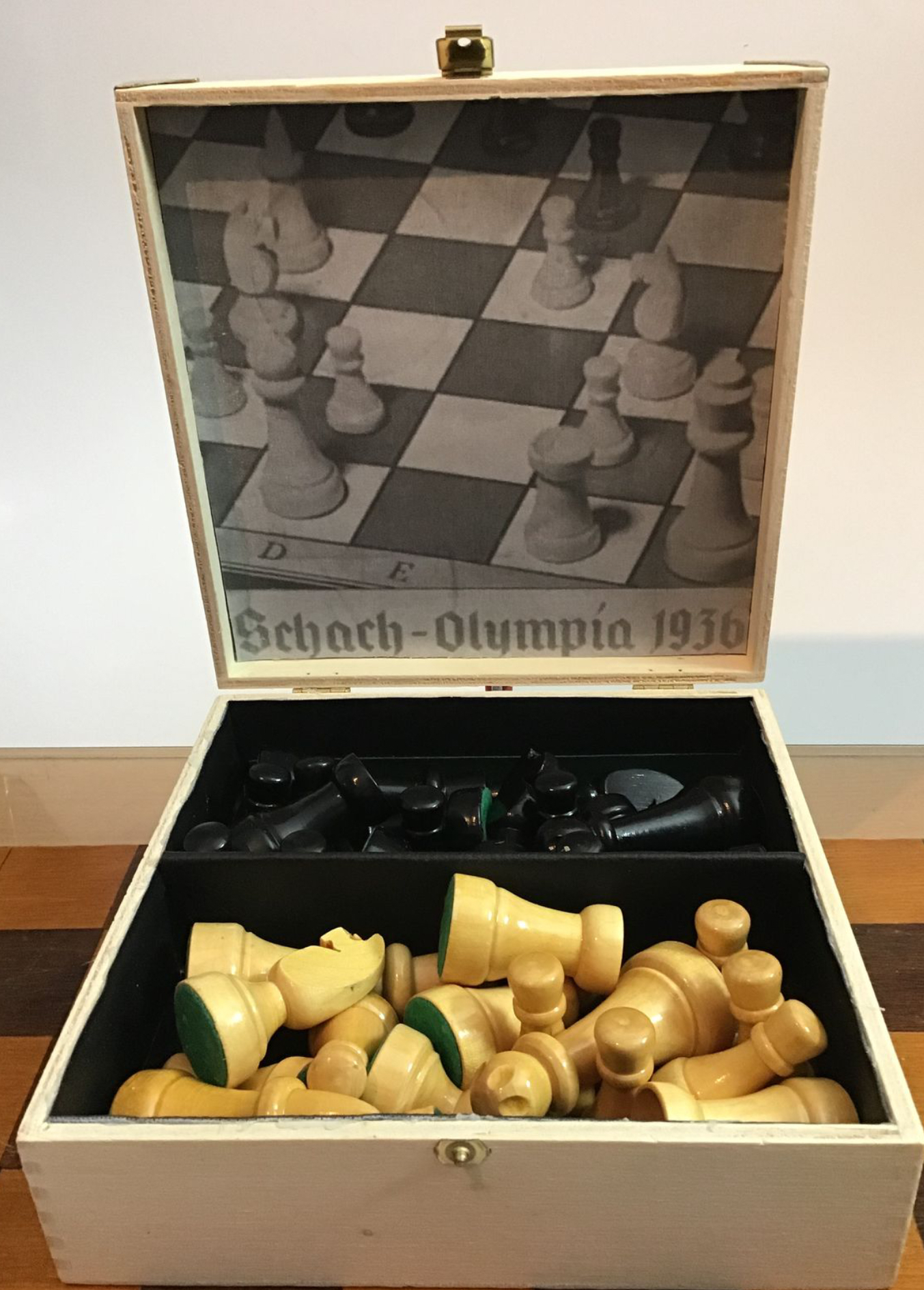

Bundesform oder Deutsche Bundesform ist der Name einer Form von Schachfiguren. Die Bundesform entstand Mitte der 1930er Jahre als Alternative zu den vielgenutzten Staunton-Figuren. Bundesform-Figuren sind vornehmlich in Deutschland verbreitet.

## Entstehung
In den Deutschen Schachblättern gab Ehrhardt Post 1934 in Vertretung des  Bundesleiters des nationalsozialistischen Großdeutschen Schachbundes, Otto Zander, bekannt: „Bundesform in Schachspielen. Nach meinen Angaben und Entwürfen ist eine neue Form von Schachfiguren hergestellt worden, die die bisherigen Spiele in Aussehen, Haltbarkeit und Billigkeit weit übertrifft. Den Schachvereinen wird empfohlen, die neue Bundesform […] allmählich anstelle der früheren Figuren einzuführen.“ In der Schachliteratur finden sich daneben Hinweise, dass der Großdeutsche Schachbund Anschaffung und Gebrauch der neuen Figuren speziell anlässlich der inoffiziellen Schach-Olympiade, die 1936 in München stattfand, propagierte. So zeigt auch eine Ankündigung des „Schach-Olympia“ ausdrücklich eine Position mit Bundesform-Figuren.

## Verwendung im deutschen Turnierschach
In welchem Maße die Figuren nach 1936 bei internationalen Anlässen genutzt wurden, ist unklar. Die Bundesform fand in verschiedenen Ausführungen auch nach dem Zweiten Weltkrieg bei deutschen Mannschafts- und Vereinsturnieren häufige Verwendung und wurde zumindest in der DDR auch bis zum Ende des VEB Holzwaren Grünhainichen im „Schachdorf“ Borstendorf weiter produziert. In den letzten Jahrzehnten ist der Gebrauch merklich zurückgegangen, obwohl Bundesform-Figuren immer noch auf dem Markt für Schachzubehör anzutreffen sind.